# Interfície dependent del mitjà

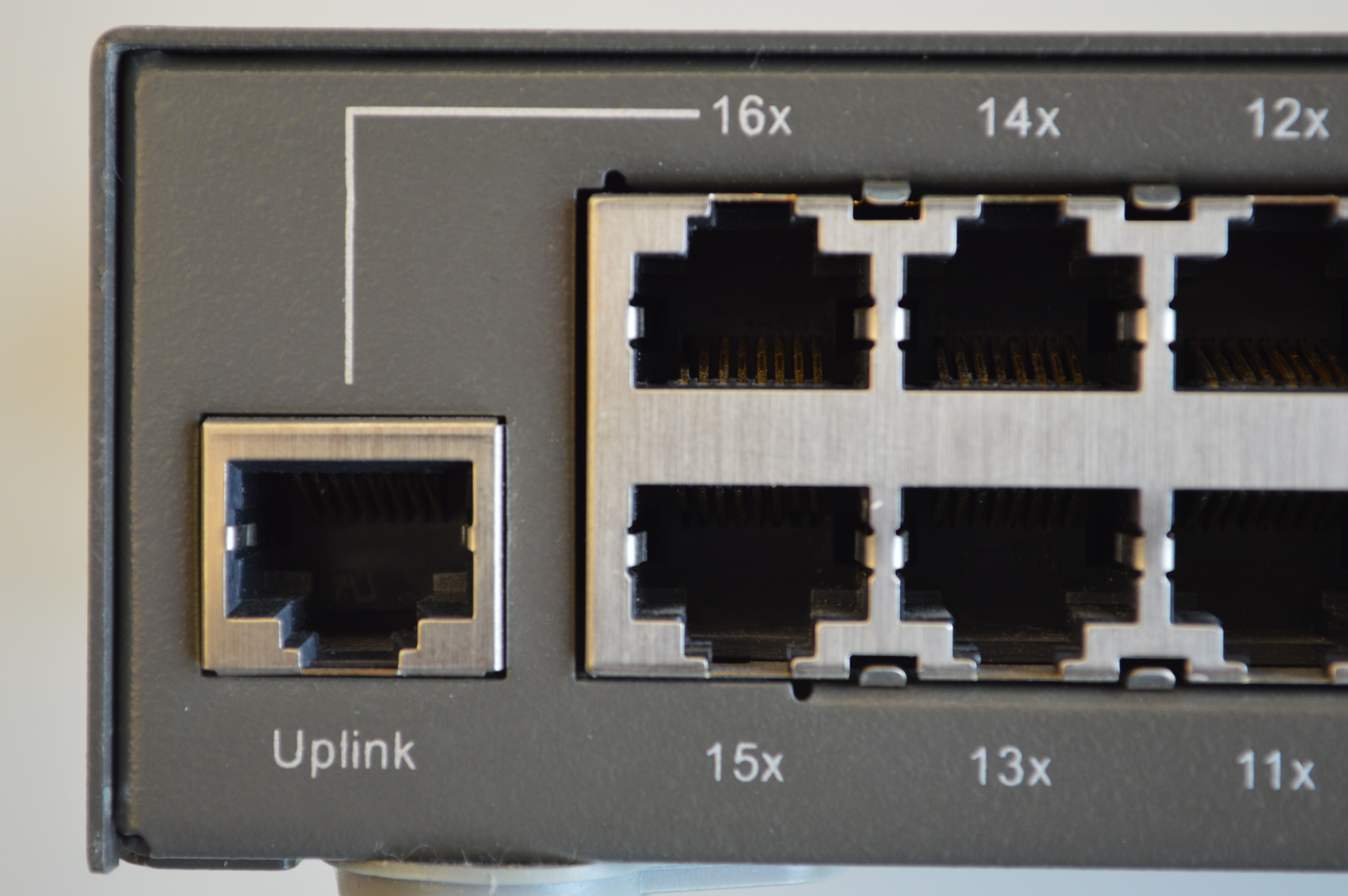
Commutador que mostra un port en pinouts MDI-X (16x) i MDI (Uplink).

Connexió directa MDI a MDI-X per a 10BASE-T.

Una interfície dependent del mitjà (MDI) descriu la interfície (tant física com elèctrica/òptica) en una xarxa informàtica des d'una implementació de capa física fins al medi físic utilitzat per portar la transmissió. Ethernet sobre parell trenat també defineix una interfície d'encreuament d'interfície dependent del mitjà (MDI-X). Els ports MDI-X automàtics de les interfícies de xarxa més noves detecten si la connexió requeriria un encreuament i escull automàticament la configuració MDI o MDI-X perquè coincideixi correctament amb l'altre extrem de l'enllaç.

## Ethernet

Connexió MDI a MDI amb cable creuat Ethernet.

La popular família Ethernet defineix interfícies comunes que depenen del mitjà. Per a 10BASE5, la connexió al cable coaxial es va fer amb una aixeta vampir o amb un parell de connectors N. Per a 10BASE2, la connexió al cable coaxial es feia normalment amb un únic connector BNC al qual es connectava una peça en T. Per al cablejat de parell trenat 8P8C, s'utilitzen connectors modulars (sovint anomenats incorrectament "RJ45" en aquest context). Per a la fibra, s'utilitzen una varietat de connectors segons la disponibilitat del fabricant i l'espai físic.
Amb 10BASE-T i 100BASE-TX, s'utilitzen parells trenats separats per a les dues direccions de comunicació. Com que els cables de parell trenat estan cablejats convencionalment pin a pin (directes), hi ha dos pinouts diferents que s'utilitzen per a la interfície depenent del mitjà. Aquests s'anomenen MDI i MDI-X (encreuament d'interfície depenent del mitjà). Quan es connecta un port MDI a un port MDI-X, s'utilitza un cable directe, mentre que per connectar dos ports MDI o dos ports MDI-X, s'ha d'utilitzar un cable creuat. Convencionalment, MDI s'utilitza en dispositius finals i encaminadors, mentre que MDI-X s'utilitza en concentradors i commutadors. Alguns concentradors i commutadors tenen un port d'enllaç ascendent MDI (sovint commutable) per connectar-se a altres concentradors o commutadors sense un cable creuat.
Per connectar dos ports de la mateixa configuració (MDI a MDI o MDI-X a MDI-X) amb una connexió de 10 o 100 Mbit/s (10BASE-T o 100BASE-TX), es necessita un cable creuat Ethernet per creuar el transmetre i rebre senyals al cable, de manera que coincideixin al nivell del connector. La confusió de la necessitat de dos tipus de cables diferents per a qualsevol cosa que no sigui topologies de xarxa en estrella jeràrquiques va provocar una solució més automàtica.